# Terapia hormonal transgénero
A terapia hormonal ou hormonização transgénero (português europeu) ou transgênero (português brasileiro) é uma forma de terapia hormonal em que hormonas sexuais e outros medicamentos hormonais são administrados a indivíduos transgénero com o propósito de conformar melhor as suas características sexuais secundárias à norma da sua identidade de género ou aliviar disforia de género. Esta forma de terapia hormonal é dada como um dos dois tipos, baseado em se o objetivo do tratamento for feminização ou masculinização:
- Terapia hormonal de feminização – para mulheres transgénero ou pessoas transfemininas; consiste em estrogénios e antiandrogénios
- Terapia hormonal de masculinização – para homens transgénero ou pessoas transmasculinas; consiste de androgénios

Algumas pessoas intersexo também se podem submeter ou ser submetidas a terapia hormonal, ou no começo da infância para conformar melhor com a noção típica do sexo atribuído ao nascer, ou posteriormente a fim de alinhar as suas características sexuais ao típico da sua identidade de género. Pessoas não-binárias também se podem submeter a terapia hormonal a fim de alcançar um balanceamento hormonal desejado de hormonas sexuais. Nesses, alguns podem optar por microdosagens de testosterona ou estradiol, alternativas às convencionais.